# Hans Schell
Hans Schell (* 1. November 1905 in Schwäbisch Hall; † 26. April 1985 in Gerlingen bei Stuttgart) war ein deutscher Pflanzenbau- und Saatgutwissenschaftler.
Schell, Sohn eines Gutsdirektors, studierte von 1923 bis 1926 Landwirtschaft in Hohenheim und war seit 1923 Mitglied der Burschenschaft Hohenheimia. Er arbeitete dann mehrere Jahre lang in Saatzuchtbetrieben und promovierte 1932 an der Universität Gießen mit einer Dissertation über Sommergerste. Bis 1938 war er als wissenschaftlicher Assistent bzw. als Oberassistent am Institut für Pflanzenbau und Pflanzenzüchtung der Universität Gießen tätig. Zwischenzeitlich arbeitete er 1935 als landwirtschaftlicher Sachverständiger bei der Agrarmeteorologischen Abteilung am Reichsamt für Wetterdienst in Berlin. 1939 habilitierte er sich in Gießen mit der Schrift „Die Leistungsgrenze wirtschaftlicher Maßnahmen auf Lahntalwiesen“. Von 1940 bis 1945 leitete er als Professor und Direktor das Institut für Pflanzenbau und Pflanzenzüchtung der Preußischen Versuchs- und Forschungsanstalten in Landsberg (Warthe).
Von 1948 bis 1955 war Schell Leiter der Abteilung Saatbau bei der Württembergischen Landwirtschaftlichen Zentralgenossenschaft in Stuttgart. 1955 wurde er als Abteilungsvorsteher und später als Leiter der Landessaatzuchtanstalt an das Institut für Pflanzenbau und Pflanzenzüchtung der Landwirtschaftlichen Hochschule Hohenheim berufen. Bis zu seiner Emeritierung im Jahre 1968 hat er in dieser Funktion und gleichzeitig als Geschäftsführer des Verbandes Südwestdeutscher Pflanzenzüchter den organisatorischen Neuaufbau der deutschen Pflanzenzüchtung maßgebend mitgestaltet.

## Schriften
- Klima, Witterung und Weinbau. Deutsches Reich – Reichsamt für Wetterdienst. Wissenschaftliche Abhandlungen Bd. 1, Nr. 8, Verlag Julius Springer Berlin 1936.
- Die Leistungsgrenze wirtschaftlicher Maßnahmen auf Lahntalwiesen. Reichsnährstand-Verlagsgesellschaft Berlin 1939 = Habil.-Schr. Univ. Gießen 1939.